# Vědecká komunita
Vědecká komunita je označení pro rozmanitou síť vzájemně interagujících vědců. Její součástí je celá řada sub-komunit, které se dělí v závislosti na zkoumaném vědním oboru nebo výzkumné instituci (např. univerzitě). Od členů vědecké komunity se obecně očekává vysoká míra objektivity při využívání vědeckých metod během výzkumu. Tomu významně napomáhá takzvané recenzní řízení, které hodnotí vědecké práce jednotlivých členů akademické obce, a dalších vědeckých pracovníků tvořících vědeckou komunitu, a v závislosti na jejich kvalitě poté dochází k rozhodnutí o jejich zveřejnění v konkrétním vědeckém časopise.
Počátky vědeckých komunit lze najít v 18. století, kdy se tyto komunity zabývaly zejména studiem přírodopisu a přírodní filozofie; tehdy však šlo spíše o uskupení jedinců se společnými zájmy než o skupiny vykonávající kvalifikovaný vědecký výzkum. Příkladem podobné komunity může být Královská společnost založená roku 1660 v Londýně. Významný rozmach pak koncept vědeckých komunit zažil s příchodem průmyslové revoluce a obecně velmi významným rozmachem vědy na konci 19. století. Například samotný pojem vědec byl poprvé použit v roce 1834 polyhistorem Williamem Whewellem.
Členem vědecké komunity se může člověk stát zpravidla na základě svého vzdělání, zaměstnání, výzkumně-vědecké činnosti nebo svou příslušností k výzkumné instituci; často jde o kombinaci několika výše uvedených faktorů. Kromě toho je však možné jako vědeckou komunitu označit také například všechny příslušníky komunity z konkrétního území, např. Česká vědecká komunita, tj. komunita všech vědců z Česka.
Postavení ve vědecké komunitě často významně závisí na počtu vědeckých prací, kterými daný člověk disponuje v recenzovaných odborných časopisech. Kromě toho závisí statut člena komunity i na vědecké instituci, na níž působí, a na jeho postavení v rámci ní (např. počet a význam akademických titulů, postavení v rámci univerzity, fakulty, ústavu či katedry, působení ve vedení univerzity, tj. funkce jako děkan, rektor apod.). Výzkumníci s vyšším statutem se pak mohou stát mentory pro výzkumníky s nižším statutem.